# John Lund
John Lund (Rochester, 6 febbraio 1913 – Los Angeles, 10 maggio 1992) è stato un attore statunitense.

## Biografia
John Lund, il cui padre era di origini norvegesi, svolse svariati mestieri prima di entrare nel mondo dello spettacolo. Alla fine degli anni trenta, mentre era impiegato presso un'agenzia pubblicitaria, fu segnalato da un amico per un'apparizione in uno show nell'ambito dell'esposizione universale World's Fair del 1939. All'inizio degli anni quaranta debuttò a Broadway nella commedia shakespeariana Come vi piace. Per il teatro fu anche autore nel musical New Faces of 1943, mentre nel 1945 fu tra i protagonisti della pièce The Hasty Heart, grazie alla quale venne notato dai produttori di Hollywood e scritturato dalla Paramount.
Il debutto cinematografico di Lund avvenne nel 1946 con il melodramma A ciascuno il suo destino, diretto da Mitchell Leisen e co-interpretato da Olivia de Havilland, in cui l'attore interpretò un doppio ruolo, quello di un pilota arruolato durante la prima guerra mondiale, da cui non farà mai ritorno, e quello del proprio figlio, nato dalla relazione dell'aviere con una romantica ragazza di provincia.
Nel 1948 Lund apparve nel suo film più celebre, la commedia Scandalo internazionale (1948) di Billy Wilder, in cui interpretò il capitano John Pringle, un disinvolto militare statunitense di stanza nella Berlino post bellica, che deve affrontare l'arrivo di una volitiva parlamentare americana (Jean Arthur), componente di una Commissione incaricata di vigilare sull'integrità morale del personale militare presente in città. Malgrado il successo del film, Lund non riuscì mai a diventare un divo di primo piano, pur continuando ad apparire come protagonista durante tutti gli anni cinquanta in film commedia e di genere western. Fu nuovamente diretto da Mitchell Leisen nella commedia La madre dello sposo (1951), accanto a Gene Tierney e Thelma Ritter, ed apparve nei primi due film della coppia Dean Martin-Jerry Lewis, La mia amica Irma (1949) e Irma va a Hollywood (1950). 
Lund fu anche un popolare attore radiofonico, interpretando l'investigatore Johnny Dollar in una serie intitolata Yours Truly, Johnny Dollar. Nel 1956 apparve nel ruolo di George Kittredge, fidanzato di Tracy Samantha Lord (Grace Kelly) in Alta società  (1956), ma la sua carriera era ormai in declino. Dopo un ultimo ruolo in Una sposa per due (1962), accanto a Sandra Dee e Bobby Darin, Lund si ritirò definitivamente dagli schermi, diventando un abile uomo d'affari e stabilendosi con la moglie Mary (sposata nel 1942) a Coldwater Canyon (Hollywood Hills), dove morì nel 1992, all'età di ottant'anni.

## Filmografia
- A ciascuno il suo destino (To Each His Own), regia di Mitchell Leisen (1946)
- La storia di Pearl White (The Perils of Pauline), regia di George Marshall (1947)
- Rivista di stelle (Variety Girl), regia di George Marshall (1947)
- Scandalo internazionale (A Foreign Affair), regia di Billy Wilder (1948)
- La notte ha mille occhi (Night Has a Thousand Eyes), regia di John Farrow (1948)
- I cari parenti (Miss Tatlock's Millions), regia di Richard Haydn (1948)
- La maschera dei Borgia (Bride of Vengeance), regia di Mitchell Leisen (1949)
- La mia amica Irma (My Friend Irma), regia di George Marshall (1949)
- Non voglio perderti (No Man of Her Own), regia di Mitchell Leisen (1950)
- Irma va a Hollywood (My Friend Irma Goes West), regia di Hal Walker (1950)
- La duchessa dell'Idaho (Duchess of Idaho), regia di Robert Z. Leonard (1950)
- La madre dello sposo (The Mating Season), regia di Mitchell Leisen (1951)
- La mia donna è un angelo (Darling, How Could You!), regia di Mitchell Leisen (1951)
- Kociss, l'eroe indiano (The Battle at Apache Pass), regia di George Sherman (1952)
- Nervi d'acciaio (Steel Town), regia di George Sherman (1952)
- Bronco Buster, regia di Budd Boetticher (1952)
- Just Across the Street, regia di Joseph Pevney (1952)
- La donna che volevano linciare (Woman They Almost Lynched), regia di Allan Dwan (1953)
- Amanti latini (Latin Lovers), regia di Mervyn LeRoy (1953)
- La vergine della valle (White Feather), regia di Robert D. Webb (1955)
- Cinque colpi di pistola (Five Guns West), regia di Roger Corman (1955)
- Furia indiana (Chief Crazy Horse), regia di George Sherman (1955)
- Posto di combattimento (Battle Stations), regia di Lewis Seiler (1956)
- Alta società (High Society), regia di Charles Walters (1956)
- L'agguato delle cento frecce (Dakota Incident), regia di Lewis R. Foster (1956)
- La gang della città dei divorzi (Affair in Reno), regia di R.G. Springsteen (1957)
- La nave più scassata... dell'esercito (The Wackiest Ship in the Army), regia di Richard Murphy (1960)
- Una sposa per due (If a Man Answers), regia di Henry Levin (1962)

## Doppiatori italiani
Nelle versioni in italiano dei suoi film, John Lund è stato doppiato da:
- Giulio Panicali in A ciascuno il suo destino, La storia di Pearl White, Scandalo internazionale, La notte ha mille occhi, Non voglio perderti, La madre dello sposo, Nervi d'acciaio, I cari parenti, La mia amica Irma, Cinque colpi di pistola, Irma va a Hollywood, La mia donna è un angelo
- Gualtiero De Angelis in La maschera dei Borgia, La duchessa dell'Idaho, La donna che volevano linciare, La nave più scassata... dell'esercito
- Stefano Sibaldi in Kociss, l'eroe indiano, La vergine della valle, Furia indiana, L'agguato delle cento frecce
- Emilio Cigoli in Amanti latini
- Manlio Busoni in Alta società
- Giuseppe Rinaldi in Una sposa per due